# François Berreur
Pour les articles homonymes, voir Berreur.
François Berreur, né en 1959, est un metteur en scène, un acteur de théâtre et un éditeur français. 

## Biographie
François Berreur, né à Besançon, rencontre au cours d'un stage de théâtre Mireille Herbstmeyer et Jean-Luc Lagarce ; ensemble ils fondent le Théâtre de la Roulotte. Il est acteur dans cette compagnie de 1980 à 1995.

## Carrière

### Édition
En 1992, François Berreur fonde avec Jean-Luc Lagarce les éditions Les Solitaires Intempestifs dont il est le directeur littéraire. Il est aussi le fondateur du site internet theatre-contemporain.net.

### Théâtre

#### Metteur en scène
- 1999 : Le Voyage à La Haye de Jean-Luc Lagarce, Théâtre Gérard-Philipe
- 2001 : Les Règles du savoir-vivre dans la société moderne de Jean-Luc Lagarce, Théâtre de Nice
- 2001 : Music-hall / Le Bain / Le Voyage à La Haye de Jean-Luc Lagarce, Festival d'Avignon
- 2002 : Prometeo de Rodrigo García, Festival d'Avignon
- 2004 : Monsieur Armand dit Garrincha de Serge Valletti, Théâtre de la Manufacture
- 2007 : Une vie de théâtre (Ébauche d'un portrait) d'après Le Journal de Jean-Luc Lagarce, Théâtre Ouvert - fiction radiophonique pour France Culture[3], rediffusion en 2023[4]
- 2007 : Juste la fin du monde de Jean-Luc Lagarce, MC2
- 2021 : Portrait Lagarce, ultimes ébauches, Théâtre de L’Athénée[5]

#### Acteur
- 1982 : Ici ou ailleurs de Jean-Luc Lagarce, mis en scène par Ghislaine Lenoir
- 1982 : Turandot de Jean-Luc Lagarce, mis en scène par Jean-Luc Lagarce
- 1982 : Noce de Jean-Luc Lagarce, mis en scène par Ghislaine Lenoir
- 1990 : La Cantatrice chauve d'Eugène Ionesco, mis en scène par Jean-Luc Lagarce
- 1994 : Le Malade imaginaire de Molière, mis en scène par Jean-Luc Lagarce

#### Nomination
- 2010 : nomination pour le Molière de l'adaptateur pour Ébauche d'un portrait

### Cinéma
- 1990 : Les Chevaliers de la Table ronde de Denis Llorca
- 1999 : Nos vies heureuses de Jacques Maillot